# Gilbert Laithwaite
John Gilbert Laithwaite (5 juillet 1894 - 21 décembre 1986) est un fonctionnaire et diplomate britannique, né et élevé en Irlande, qui devient ambassadeur dans son pays de naissance. Il atteint le sommet de sa profession, devenant secrétaire permanent du ministère des relations avec le Commonwealth en 1955.

## Jeunesse
Gilbert Laithwaite est l'aîné de deux fils et de deux filles, nés à Dublin, fils de John Laithwaite et de Mary Kearney dont la famille est originaire de Castlerea, comté de Roscommon. Laithwaite est un cousin germain du leader républicain irlandais Ernie O'Malley (en) .
Laithwaite étudie au Clongowes Wood College, où il remporte une bourse au Trinity College d'Oxford, pour ensuite obtenir un diplôme de deuxième classe. Il reçoit une bourse honoraire de ce collège en 1955.

## Service de guerre
Pendant la Première Guerre mondiale, Laithwaite sert dans l'armée britannique en France en tant que sous-lieutenant avec le 10th Lancashire Fusiliers. Il est blessé en 1918. En 1971, il publie un récit d'une partie de son expérience de la guerre intitulé 21 mars 1918 : Souvenirs d'un officier d'infanterie.

## Carrière
Après la guerre, Laithwaite rejoint le bureau de l'Inde. En 1931, il assiste le premier ministre Ramsay MacDonald pour la deuxième table ronde indienne à Londres .
De 1936 à 1943, il est secrétaire privé principal du vice-roi de l'Inde, Victor Hope.
En 1943, il retourne en Grande-Bretagne en tant que sous-secrétaire d'État adjoint pour l'Inde. En 1947, il participe aux pourparlers de Londres sur l'indépendance de la Birmanie, auxquels assistent également Stafford Cripps et Aung San . En 1949, il devient représentant du Royaume-Uni et, à partir du 1er juillet 1950, ambassadeur auprès de la république d'Irlande (où, bien qu'il soit à moitié irlandais, il est généralement considéré comme moins efficace que son prédécesseur John Maffey dans l'établissement de relations amicales avec les membres de l'Irlande. Cabinet) . En 1951, il devient haut-commissaire au Pakistan. À ce poste, il s'inquiète des implications de l'aide militaire américaine au Pakistan sous Iskander Mirza . Il atteint le sommet de sa carrière en tant que secrétaire permanent au ministère des relations avec le Commonwealth de 1955 à 1959, visitant l'Australie et la Nouvelle-Zélande. De 1963 à 1966, il est vice-président du Commonwealth Institute.
Laithwaite est nommé CIE dans les honneurs du Nouvel An de 1935, CSI dans les honneurs du Nouvel An de 1938 et fait chevalier KCIE en 1941. Il est ensuite nommé KCMG dans les honneurs du Nouvel An de 1948, GCMG dans les honneurs du couronnement de 1953 et KCB dans les honneurs du Nouvel An de 1956. En 1960, il est nommé chevalier de l'ordre de Malte. Il est président de la Hakluyt Society (1964–69), vice-président de la Royal Central Asian Society (1967) et président de la Royal Geographical Society (1966–69).